# Ferrovia Lucerna-Stans-Engelberg
La ferrovia Lucerna-Stans-Engelberg  (LSE, Luzern-Stans-Engelberg Bahn) è una ferrovia a scartamento ridotto della Svizzera, che unisce la stazione ferroviaria di Lucerna, sulla Ferrovia del Gottardo, a quella di Engelberg. I treni atti al servizio passeggeri utilizzano un tratto comune appartenente alla linea del Brünig tra Lucerna e Hergiswil.
Dal 1º gennaio 2005 è esercita della società ferroviaria svizzera Zentralbahn (ZB).

## Storia

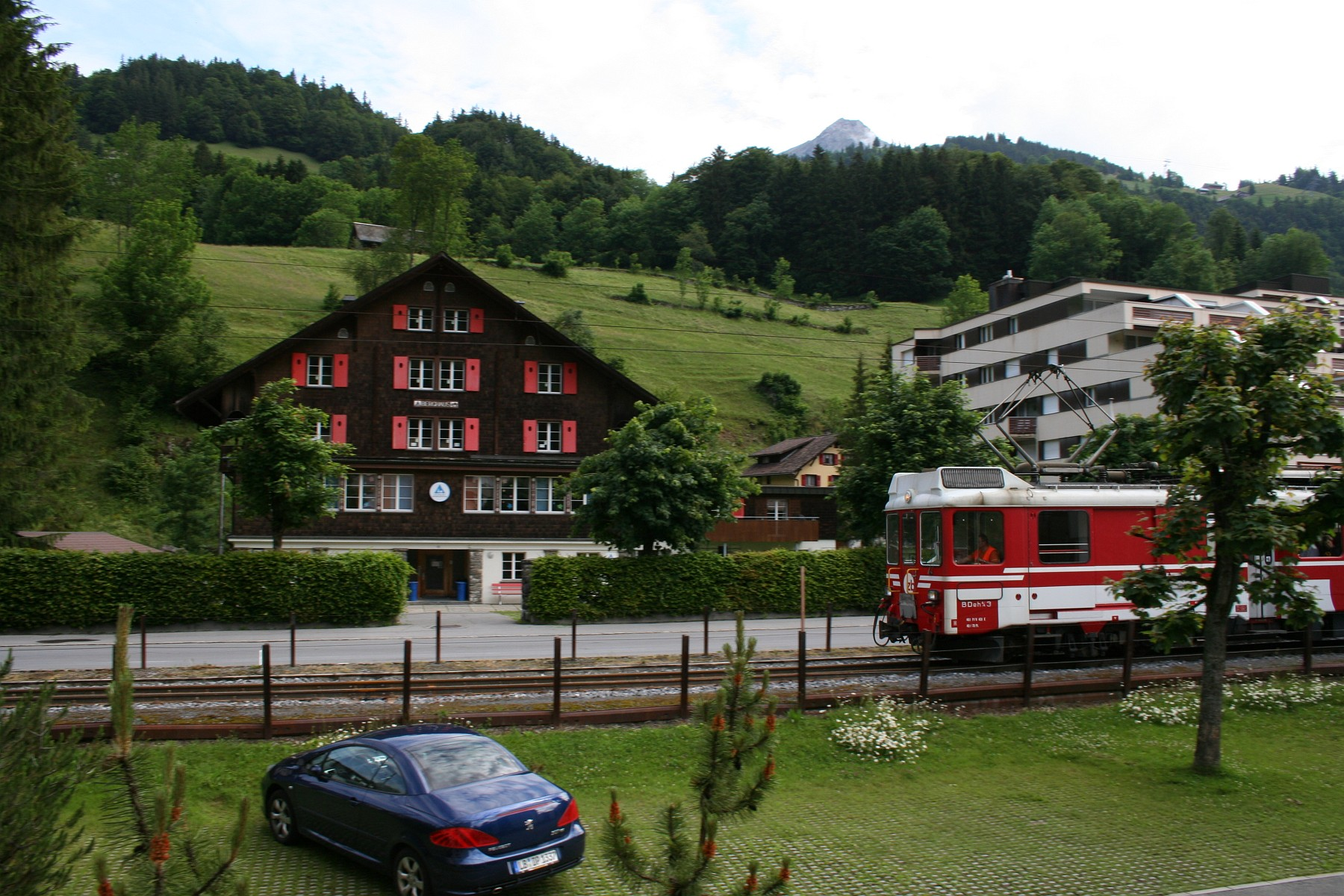
Un convoglio della linea

Alla fine del XIX secolo numerose richieste vennero inoltrate al governo federale per la costruzione di una ferrovia nel canton Nidvaldo, ma solo il 10 ottobre 1890 l'Assemblea federale accordò la concessione per una tratta che andasse dalla località lacustre di Stansstad (da dove si poteva prendere il battello per Lucerna) ad Engelberg Il 27 gennaio 1897 si costituì la società Elektrische Bahn Stansstad-Engelberg (StEB), con sede a Lucerna, per la costruzione e l'esercizio della ferrovia.
La linea, a trazione elettrica trifase a 850 volt, venne inaugurata il 5 ottobre 1898 dopo un anno e mezzo di lavori, e comprendeva una tratta di 1,5 km a cremagliera, del tipo Riggenbach, tra Obermatt e Gharst. Sino al 1903 la StEB era autorizzata a sospendere l'esercizio della tratta Grafenort-Engelberg nel periodo invernale.
Fino alla Seconda guerra mondiale, la ferrovia trasportava in media 300 000 passeggeri all'anno, superando quota 400 000 nel 1941 e raggiungendo il picco nel 1945 con 488 500 viaggiatori, per poi scendere a causa dell'incremento della motorizzazione individuale e della mancanza di collegamento con la ferrovia del Brünig. I primi progetti di raccordo con la ferrovia Lucerna-Interlaken risalgono agli anni Quaranta, ma non vennero realizzati per motivi tecnici e finanziari; un nuovo progetto stilato dalla StEB nel 1950 ebbe maggior fortuna e nel 1956 venne ottenuta la concessione da parte delle autorità federali per una linea tra Hergiswil e Stansstad. Contemporaneamente la situazione finanziaria della StEB peggiorò notevolmente: nel 1957 il Tribunale federale svizzero ne decretò la liquidazione; il provvedimento venne annullato l'anno successivo, grazie alla ricapitalizzazione della società da parte delle banche cantonali obvaldese e nidvaldese.

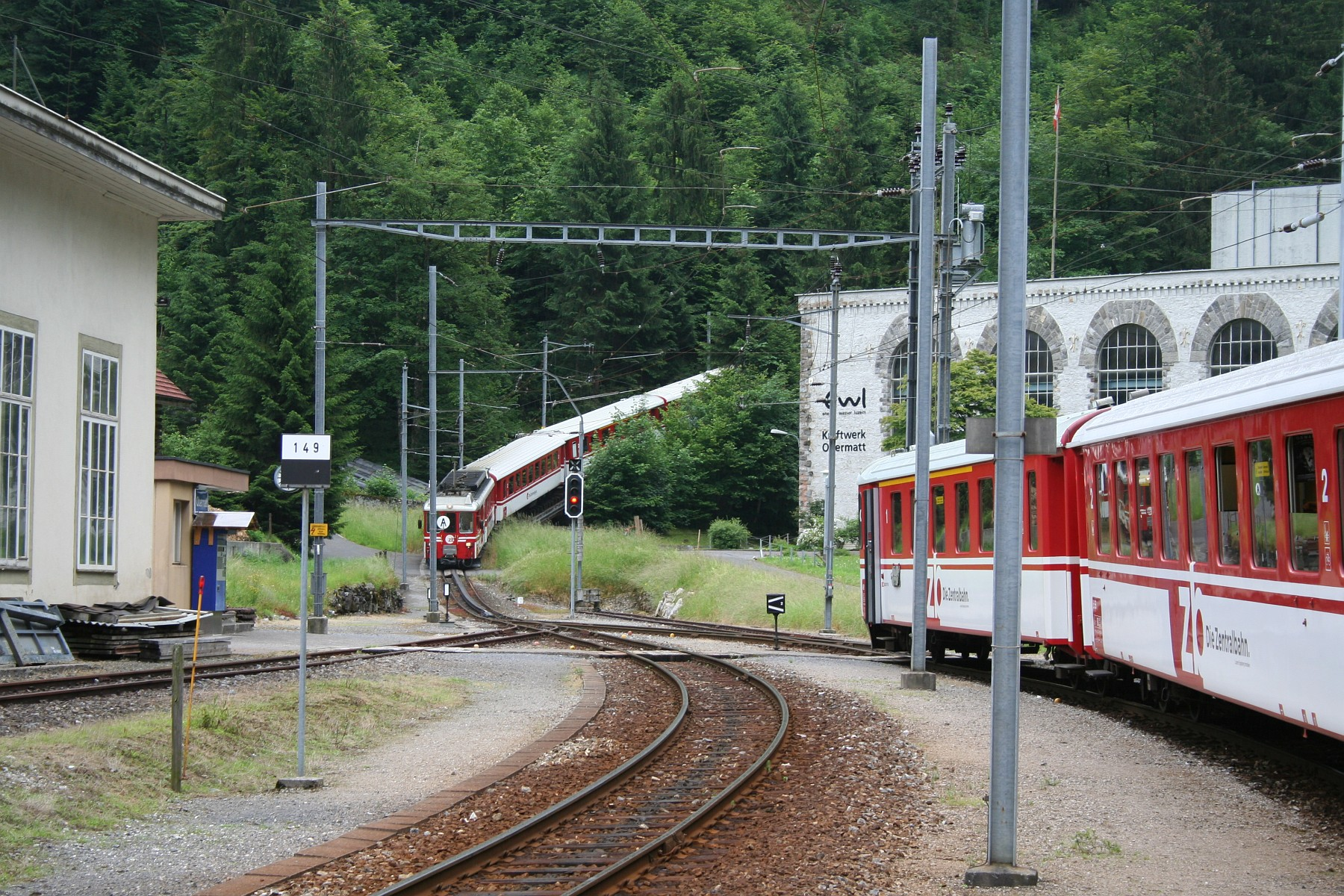
Immagine della stazione di Obermatt che mostra l'altissima pendenza della tratta soppressa nel 2010

Il progetto definitivo di risanamento della linea e della costruzione della tratta Hergiswil-Stansstad venne finanziato nel 1959 dalla Confederazione insieme ai due cantoni interessati. I lavori comprendevano la rielettrificazione della linea in corrente alternata monofase a 15 000 volt, l'acquisto di nuovo materiale rotabile, il rifacimento della cremagliera, la costruzione di una nuova stazione a Stansstad e della bretella ferroviaria mancante per allacciare la linea a quella del Brünig. Per soddisfare quest'ultima richiesta, il progetto prevedeva di perforare il Lopperberg e di costruire un ponte sull'Acheregg, che sarebbe stato in comune con quello dell'autostrada del Gottardo. 
L'inaugurazione della linea rinnovata avvenne il 19 dicembre 1964 con conseguente dimezzamento dei tempi occorrenti da Lucerna ad Engelberg e un incremento del traffico viaggiatori: dai 428 128 del 1963 a 1 320 269 nel 1965. A simboleggiare il rinnovamento, il 21 ottobre 1964 la StEB, che nel 1959 aveva spostato la sede sociale a Stansstad, cambiò ragione sociale in Luzern-Stans-Engelberg-Bahn (LSE)
Il 21 dicembre 2004 la LSE cambiò ragione sociale in Zentralbahn (ZB, in italiano "ferrovia centrale") e il 1º gennaio seguente acquisì dalle FFS la ferrovia del Brünig.
Dopo dieci anni di lavori, l'11 dicembre 2010 entrò in servizio la galleria di Engelberg, lunga 4043 m, che riduce la pendenza della tratta a cremagliera al 105‰, dal 246‰ della tratta originaria, e che riduce di circa quattordici minuti la durata del tragitto tra Lucerna ed Engelberg.

## Caratteristiche
| Continuation backward |

| Station on track |

| Unknown route-map component "CONTgq" | Unknown route-map component "ABZgr" |  |  |

| Enter and exit short tunnel |

| Unknown route-map component "hKRZWae" |

| Station on track |

| Straight track | Unknown route-map component "exKBHFa" |

| Unknown route-map component "eABZg+l" | Unknown route-map component "exSTRr" |

| Non-passenger station/depot on track |

| Station on track |

| Unknown route-map component "eHST" |

| Unknown route-map component "eHST" |

| Station on track |

| Unknown route-map component "hKRZWae" |

| Stop on track |

| Station on track |

| Unknown route-map component "eHST" |

| Unknown route-map component "STR+GRZq" |

| Station on track |

| Unknown route-map component "xABZgl" | Unknown route-map component "tSTR+ra" |

| Unknown route-map component "exSTR" | Unknown route-map component "tSTR" |

| Unknown route-map component "exSTR" | Unknown route-map component "tSTR+Za" |

| Unknown route-map component "exSTR" | Unknown route-map component "tDST" |

| Unknown route-map component "exBHF+Za" | Unknown route-map component "tSTR+Z" |

| Unknown route-map component "exHST" | Unknown route-map component "tSTR+Z" |

| Unknown route-map component "exSTR+Z" | Unknown route-map component "tDST" |

| Unknown route-map component "exSTR+Z" | Unknown route-map component "tSTR+Ze" |

| Unknown route-map component "exDST+Ze" | Unknown route-map component "tSTR" |

| Unknown route-map component "xABZg+l" | Unknown route-map component "tSTRre" |

| End station |

La ferrovia si dirama dalla ferrovia del Brünig presso la stazione di Hergiswil, dopo che i treni regionali e suburbani hanno utilizzato 8,58 km per arrivare fino alla stazione di Lucerna. Da Hergiswil, la linea ferroviaria prosegue in sede propria per 24,78 km fino ad Engelberg.
La linea ha due gallerie: una tra Hergiswil e Stansstad e l'altra tra Grafenort ed Engelberg. È presente una tratta a cremagliera del tipo Riggenbach, tra Grafenort ed Engelberg, con una pendenza massima del 105‰. Fino fino al 2010, la cremagliera era situata tra Obermatt e Gharst e la pendenza massima era del 246‰. La linea è elettrificata sin dalla sua costruzione: prima in trifase a 850 V e dopo, in seguito all'ammodernamento, a corrente alternata monofase a 15 kV, 16,7 Hz.
È interamente a binario semplice.

### Percorso
La linea parte dalla stazione di Hergiswil, comune alla ferrovia del Brünig; di lì con una galleria sottopassa il massiccio del Lopper e con un ponte scavalca il collegamento tra il lago di Alpnach e il lago dei Quattro Cantoni prima di arrivare a Stansstad. Da Stansstad si segue la valle dell'Aa di Engelberg fino al capolinea di Engelberg.